# Topográfia

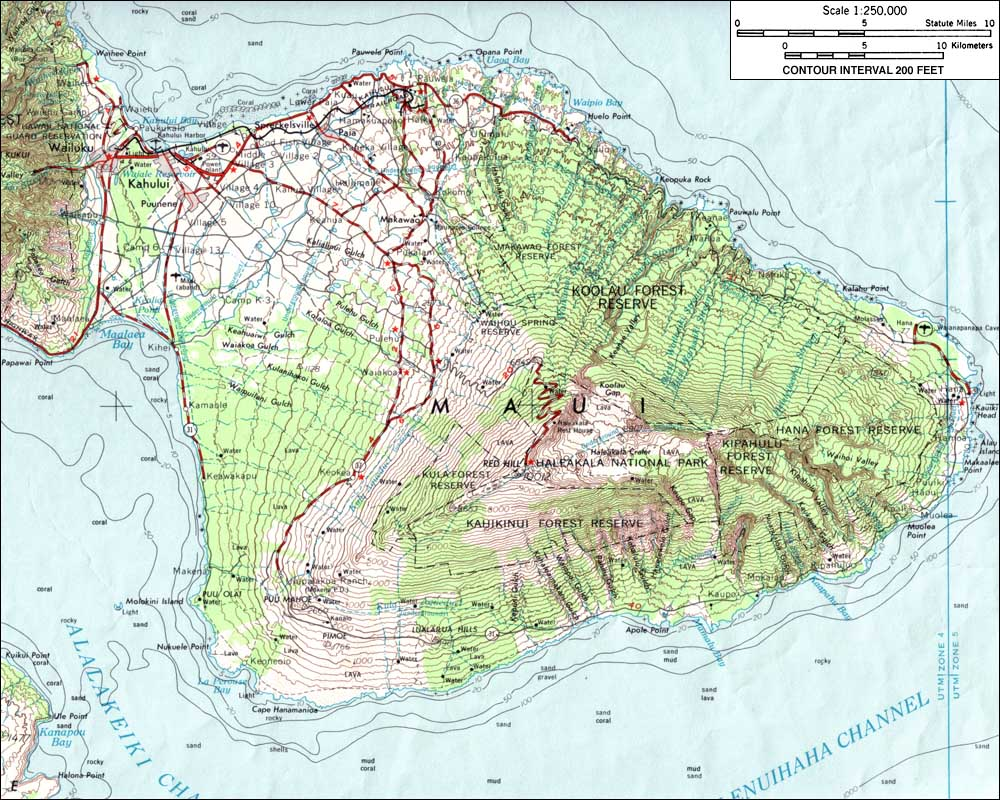
Haleakala (Hawaii) 1:250 000 topográfiai térképe

A topográfia a földfelszín elemeinek, tereptárgyainak – közvetlen, helyszíni felkeresésen alapuló – leírásával, helyzeti információinak összegyűjtésével, térképi rögzítésével foglalkozó tudományág a térképészet, a földméréstan, a földrajztudomány és más tudományok határfelületén. Az elnevezés a görög toposz (hely) és grafein (rajz) szavakból ered. A topográfiának jellemző vonása a domborzat részletes, szabatos bemutatása, valamennyi terepelem összefüggő, komplex ábrázolása, ezek révén a terepi tájékozódás elősegítése. Adatai a műszeres felmérésre, a domborzattan, a morfológia, a tájrajz, a távérzékelés eredményeire támaszkodnak.
A topográfiai térkép síkrajzot és domborzatot egyaránt tartalmazó, egyes tereptárgyakat alaprajzban, másokat meghatározott méretű és alakú egyezményes jellel összevontan feltüntető, névrajzzal magyarázott, alapvetően tájékozódást szolgáló közepes (1:5000-1:1 000 000) méretarányú térkép.